# Послуга
По́слуга (англ. service) — це дія, результат якої споживається в процесі її виконання. Послуги становлять собою діяльність індивіда на користь іншої особи. «Цілеспрямована діяльність, результати якої мають прояв у корисному ефекті».
У комерції — трудова доцільна діяльність, результати якої відображаються у корисному ефекті, особливій споживній вартості. Особливістю послуги є збіг у часі та в просторі процесів виробництва, реалізації і споживання її споживної вартості.
Послугою також називають діяльність з надання певного матеріального чи нематеріального блага іншій особі, що здійснюється для задоволення її особистих потреб.
Послуги входять до третинного сектора економіки, який став провідним у розвинутих країнах в епоху постіндустріалізму.
Послуги є об'єктом цивільних прав.

## Значення
Серед чинників, що стимулюють розвиток ринку послуг, домінуючими є прискорений розвиток науково-технічного прогресу та пов'язане з інтенсифікацією виробництва зростання прибутків населення.
У сучасному суспільстві сфера послуг, задовольняючи широкий спектр суспільних та індивідуальних потреб, сприяє ефективному розвитку економічних і соціальних відносин.

## Властивості
Невіддільність послуг — одна з основних характеристик послуг, яка полягає в тому, що вони одночасно надаються і споживаються. Їх не можна відділити від джерела незалежно від того, надається послуга людиною або машиною. Їх не можна зберігати для подальшого продажу або використання, в цьому полягає їх недовговічність. Непостійність якості послуг полягає в тому, що їхня якість може дуже сильно змінюватися залежно від того, хто, коли, де і як їх надає.[джерело?]

## Класифікація
У міжнародній торгівлі розглядають понад 600 різновидів послуг, об'єднаних в такі класифікаційні групи:
1. транспортне обслуговування з підрозділом на пасажирські та вантажні перевезення;
2. мандрівки ділові та особисті;
3. зв'язок;
4. будівництво;
5. страхування;
6. фінансові;
7. комп'ютерні, інформаційні послуги;
8. роялті та ліцензування;
9. інші бізнес послуги, такі як посередницькі, технічні, лізінгові;
10. персональні, культурні та рекреаційні послуги;
11. послуги державних установ.

Послуги виробничі — нематеріальний результат виробничої діяльності, що виявляється безпосередньо у виді діяльності, спрямованої на зміну споживчих властивостей продукції.
Послуги матеріальні — послуги, надані споживачам переважно у сфері обігу суспільного продукту. Матеріальні послуги містять у собі діяльність підприємств і організацій вантажного транспорту, заготівлі, торгівлі, матеріально-технічного постачання.
Послуги на світовому ринку — послуги, що надходять на зовнішній ринок, які здебільшого не мають упредметненої форми. Вони утворюють світовий ринок послуг, що розчленовується на більш вузькі ринки: ліцензій і ноу-хау, інженерно-консультаційних, транспортних послуг тощо.
Послуги з післяпродажної підтримки товару — послуги, спрямовані на підкріплення реального товару.
Послуги торгові — додаткова діяльність торговельного підприємства, спрямована на надання допомоги покупцям у здійсненні купівлі товарів, їхній доставці і використанні.[джерело?]

## Якість та впорядкування надання послуг
На якість послуги впливають час і місце надання, кадровий склад, рівень кваліфікації, психологічні особливості, навіть стан здоров'я та настрій виробника послуги. Особисті властивості споживача також впливають на оцінку якості отриманої послуги.

## Ринок послуг
Характерними ознаками ринку послуг є:
- підвищена ризикованість, пов'язана зі значною мінливістю попиту
- різнорідність діяльності за характером і масштабами, що спричинює значну структурованість ринку
- мобільність суб'єктів ринкової діяльності
- значна галузева та територіальна диференціація, викликана відмінами в рівні економічного розвитку та життя населення
- динамізм та диверсифікація, викликані зростанням потреб населення.